# 杜鸣心
杜鸣心（1928年—），湖北潜江人，中国当代作曲家，曾师从贺绿汀、黎国荃等。中央音乐学院特聘教授、终身学术委员。曾任第四届中国音乐家协会常务理事。

## 生平
1939年，杜鸣心在陶行知创办的重庆育才学校学习音乐。1954年赴莫斯科柴科夫斯基音乐学院学习。1959年与吴祖强共同为舞剧《鱼美人》编曲。1964年为芭蕾舞剧《红色娘子军》谱曲。

## 作品
- 《鱼美人》
- 《红色娘子军》
- 《青年圆舞曲》
- 《青年》
- 《祖国的南海》
- 《小提琴協奏曲（一九八二）》